# دوشمانیچی
دوشمانیچی (به صربی: Dušmanići) یک منطقهٔ مسکونی در صربستان است که در پریژپولجه واقع شده‌است. دوشمانیچی ۲۴۵ نفر جمعیت دارد.